# Sylvester and Tweety in Cagey Capers
Sylvester and Tweety in Cagey Capers, i stora delar av Europa känt som Sylvester & Tweety in Cagey Capers och i Frankrike som Titi & Grosminet dans une aventure infernale) är ett TV-spel baserat på Looney Tunes-figurerna Sylvester och Tweety. Spelet släpptes till Sega Mega Drive 1993, och var det första dator/TV-spelet med Sylvester och Tweety.

## Handling
Sylvester skall på varje bana försöka fånga Tweety.

### Fotnoter
1. 1 2 3 4 5 6 7  ”Release information”. Gamefaqs. http://www.gamefaqs.com/genesis/586517-sylvester-and-tweety-in-cagey-capers/data. Läst 7 juni 2014.